# Niyazi Kızılyürek
Niyazi Kızılyürek, gr. Νιαζί Κιζιλγιουρέκ, trb. Niazi Kiziljurek (ur. 7 grudnia 1959 w Nikozji) – cypryjski politolog i nauczyciel akademicki, przedstawiciel Turków cypryjskich, profesor na Uniwersytecie Cypryjskim, poseł do Parlamentu Europejskiego IX kadencji.

## Życiorys
W latach 60. po zamieszkach jego rodzina przeniosła się do Lurukiny. Po szkole średniej wyjechał do Niemiec, gdzie w 1983 ukończył studia z zakresu politologii, socjologii i ekonomii na Uniwersytecie w Bremie. Doktoryzował się na tej samej uczelni na podstawie pracy poświęconej problemowi cypryjskiemu. W latach 90. został wykładowcą na Uniwersytecie Cypryjskim. W 2013 objął stanowisko dziekana szkoły nauk humanistycznych tej uczelni, a w 2016 został profesorem historii politycznej. Autor około dwudziestu pozycji książkowych, w tym publikacji poświęconej działalności Glafkosa Kliridisa, a także regularny felietonista prasowy. W 2014 został jednym z członków geostrategicznej rady doradczej przy prezydencie Nikosie Anastasiadisie.
W wyborach w 2019 z ramienia komunistycznej Postępowej Partii Ludzi Pracy uzyskał mandat eurodeputowanego IX kadencji. Stał się tym samym pierwszym Turkiem cypryjskim wybranym do Europarlamentu.